# المجلس بين الحكومي للدول المصدرة للنحاس

الدول الأعضاء التي كانت منضمة إلى المجلس بين الحكومي للدول المصدرة للنحاس

المجلس بين الحكومي للدول المصدرة للنحاس  كان تجمّعاً بين عدد من الدول المنتجة للنحاس بهدف تنسيق السياسات بين الدول الأعضاء من أجل زيادة الواردات من خام النحاس. تأسس المجلس في لوساكا سنة 1967، ولكنه انحل في تسعينيات القرن العشرين.
في البداية كان المجلس مؤلفاً من أربعة أعضاء، وهي تشيلي والبيرو وزائير وزامبيا؛ ثم انضمت إليه أربعة دول أخرى في سنة 1975، وهي أستراليا وإندونيسيا وبابوا غينيا الجديدة ويوغوسلافيا. كانت تلك الدول تمثل حوالي 30% من الدول المنتجة للنحاس النقي، وأكثر من 50% من الاحتياطات العالمية، وكان هدفها التحكم بسعر النحاس في السوق، بشكل مناظر لما تقوم به منظمة أوبك في أسعار النفط. لم يكتب لهذا المجلس الاستمرار، وانحل في تسعينيات القرن العشرين.